# Renminbi
(glej tudi osebno ime Juan) 
Renminbi (kitajsko: 人民币 ali 人民幣; pinjin: rénmínbì; pomen imena: »ljudski denar«) ali mednarodno pogosteje uporabljeno ime juan (kitajsko: 元 ali 圆; pinjin: yuán; Wade-Giles: yuen) je uradna denarna valuta na pretežnem ozemlju Ljudske republike Kitajske. Njena pogosto uporabljena kratica je "RMB" sicer pa ima juan tričrkovno oznako po standardu ISO 4217 CNY. Latinizirani znak za kitajsko denarno valuto je ¥. Desetina juana se imenuje jiao (角) in stoti del juana fen (分).